# Asplenium tenuicaule
Asplenium tenuicaule là một loài thực vật có mạch trong họ Aspleniaceae. Loài này được Hayata miêu tả khoa học đầu tiên năm 1914.